# Essingen, Sudliche Weinstrasse
Essingen là một đô thị thuộc huyện Südliche Weinstraße, bang Rheinland-Pfalz, Đức. Đô thị này có diện tích 11,38 km², dân số thời điểm 31 tháng 12 năm 2006 là 2046 người.